# ریچارد فریزر (بازیگر)
ریچارد فریزر (انگلیسی: Richard Fraser، در هنگام تولد ریچارد مکی سیمپسون؛ ۱۵ مارس ۱۹۱۳ – ۱۹ ژانویهٔ ۱۹۷۲) بازیگر تلویزیون، تئاتر، و سینمای اهل اسکاتلند بود. وی بین سال‌های ۱۹۴۱ تا ۱۹۵۲ میلادی فعالیت می‌کرد. او شاید بیشتر به خاطر ایفای نقش در فیلم تصویر دوریان گری محصول سال ۱۹۴۵ شناخته شده باشد.
ریچارد مکی پس از تحصیل در دانشگاه کمبریج، بازیگری را در آکادمی سلطنتی هنرهای دراماتیک ادامه داد. ریچارد پس از گذراندن مدتی به عنوان بازیگر تئاتر در لندن، به ایالات متحده مهاجرت کرد و در نیویورک با لوئیز کریستین شلدون ازدواج کرد، این زوج قبل از جنگ جهانی دوم به هالیوود نقل مکان کردند. با پی‌بردن به اینکه کسی قبلاً با نام ریچارد مکی در ایالات متحده فعالیت می‌کرده، نام هنری ریچارد فریزر را برای خود انتخاب کرد. او سپس با استودیو قرن بیستم قرارداد بست و در فیلم‌های متعددی ظاهر شد.
دوران سینمایی او با بازی در نقش جیمز وین، برادر کینه‌توز سیبیل وین در فیلم «تصویر دوریان گری»، به اوج خود رسید. ریچارد در سال ۱۹۴۹ از بازیگری بازنشسته شد و در سال ۱۹۶۱ به همراه همسر وقتش، هنرپیشه آمریکایی آن گیلیس، به بریتانیا بازگشت و بیشتر دهه آخر عمر خود را صرف کار برای بی‌بی‌سی کرد.
از فیلم‌هایی که وی در آن نقش داشته‌است می‌توان به چه سرسبز بود دره من (۱۹۴۱)، لبه تاریکی (۱۹۴۳)، تصویر دوریان گری (۱۹۴۵)، ماجرای مرموز و پرالتهاب (۱۹۴۶)، باج‌گیری (۱۹۴۷)، دانوب سرخ (۱۹۴۹)، تعقیب تبهکار (۱۹۴۱)، و هنگ خودسر (۱۹۴۸) اشاره کرد.